# Maleïda mare
 Maleïda mare  (original: Bloody Mama) és una pel·lícula estatunidenca de Roger Corman estrenada el 1970 i doblada al català

## Argument
La família Baker, composta per Kate, la mare i quatre fills, deixa la casa familiar en cerca d'aventures. És una família poc recomanable, que comet tots els delictes possibles sota l'ègida de la mare. La «família» anirà a més fins a capturar un home de negocis, exigint un rescat.

## Repartiment
- Shelley Winters: Kate Barker
- Pat Hingle: Sam Pendlebury
- Don Stroud: Herman Barker
- Diane Varsi: Mona Gibson
- Bruce Dern: Kevin Dirkman
- Robert De Niro: Lloyd Barker
- Clint Kimbrough: Arthur Barker
- Alex Nicol: George Barker